# Nombre 167
El nombre 167 (CLXVII) és el nombre natural que segueix el nombre 166 i precedeix el nombre 168.
La seva representació binària és 10100111, la representació octal 247 i l'hexadecimal A7.
És un nombre primer; altres factoritzacions són 1×167.